# Emir Rodríguez Monegal

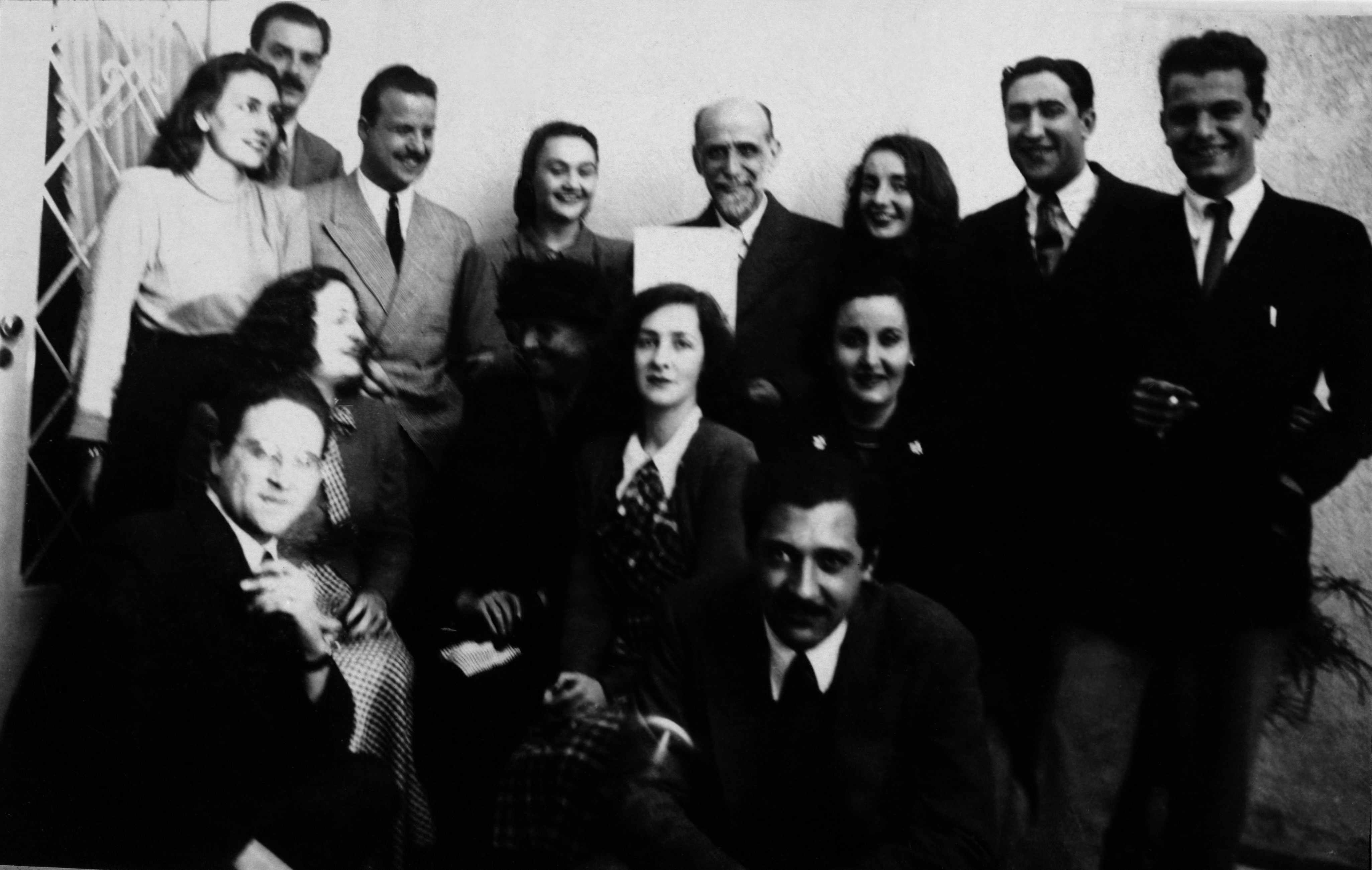
Emir Rodríguez Monegal, (stehend, Zweiter von rechts)

Emir Rodríguez Monegal (* 28. Juli 1921 in Melo; † 14. November 1985 in New Haven, Connecticut) war ein uruguayischer Schriftsteller, Romanist, Lusitanist und Hispanist, der in den Vereinigten Staaten lehrte.

## Leben
Rodríguez Monegal gehörte als Schriftsteller zur Generación del 45. Er war ab 1945 Feuilletonherausgeber der Wochenzeitung Marcha, ab 1949 zusätzlich Herausgeber weiterer literarischer Magazine. Er wurde  1956 in Montevideo mit der Arbeit Andrés Bello y el Romanticismo hispanoamericano (erschienen unter dem Titel El otro Andrés Bello. A study of Bello's literary life and work, Caracas 1969) promoviert.
Von 1957 bis 1960 hielt er sich zu Forschungen in England auf. In den 1960er Jahren nahm er verschiedene Gastprofessuren wahr und gab ab 1966 in Paris die Zeitschrift Mundo Nuevo heraus. Von 1969 bis zu seinem Tod war Rodríguez Monegal Professor für Lateinamerikanische Literatur der Gegenwart an der Yale University (von 1973 bis 1976 Chairman des Departments für Spanisch und Portugiesisch).
Rodríguez Monegal war befreundet mit Jorge Luis Borges und Pablo Neruda.

## Werke
- José Enrique Rodó en el Novecientos, Montevideo 1950
- José Lins do Rego y algunos problemas de la novela brasileña, Montevideo 1952
- El juicio de los parricidas. La nueva generación argentina y sus maestros, Buenos Aires 1956
- Las raíces de Horacio Quiroga, Montevideo 1961
- (mit Homero Alsina Thevenet) Ingmar Bergman. Un dramaturgo cinematográfico, Montevideo 1964
- El Viajero Inmóvil. Introducción a Pablo Neruda, Buenos Aires 1966, Caracas 1976 (französisch: Neruda. Le Voyageur Inmobile, Paris 1973)
- Literatura uruguaya del medio siglo, Montevideo 1966
- Genio y figura de Horacio Quiroga, Buenos Aires 1967
- El desterrado. Vida y obra de Horacio Quiroga, Buenos Aires  1968
- Vínculo de sangre, Montevideo 1968
- El arte de narrar, Caracas 1968, 1977
- Borgès par lui-même, Paris 1970 (spanisch: Borges por él mismo, Caracas 1979; Barcelona 1984)
- Tres testigos españoles de la guerra civil, Caracas 1970 (Ramón J. Sender, Arturo Barea and Max Aub)
- El Boom de la novela latinoamericana, Caracas 1972
- Borges. Hacia una poética de la lectura, Barcelona 1976 (portugiesisch: Borges Uma poética da leitura, São Paulo 1980)
- Jorge Luis Borges. A literary Biography, New York 1978 (italienisch Mailand 1982, französisch Paris 1983, spanisch Mexiko 1985)
- Mário de Andrade/Borges. Um diálogo de textos, São Paulo 1980
- (Hrsg.) Die Neue Welt. Chroniken Lateinamerikas von Kolumbus bis zu den Unabhängigkeitskriegen, Frankfurt a. M. 1982, 1985, 1992